# Habroleptoides
Habroleptoiides
Genre
Habroleptoiides est un genre d'insectes de l'ordre des Ephemeroptera et de la famille des Leptophlebiidae.

## Liste d'espèces
Attention : cette liste, tirée du site Fauna Europea, est peut-être incomplète.
- Habroleptoides annae Sartori 1986
- Habroleptoides auberti (Biancheri 1954)
- Habroleptoides berthelemyi Thomas 1968
- Habroleptoides budtzi (Esben-Petersen 1912)
- Habroleptoides carpatica Bogoescu & Crasnaru 1930
- Habroleptoides confusa Sartori & Jacob 1986
- Habroleptoides filipovicae Gaino & Sowa 1985
- Habroleptoides malickyi Gaino & Sowa 1983
- Habroleptoides modesta (Hagen 1864)
- Habroleptoides nervulosa (Eaton 1884)
- Habroleptoides pauliana (Grandi 1959)
- Habroleptoides thomasi Sartori 1986
- Habroleptoides umbratilis (Eaton 1884)